# 컨트리 스트롱
《컨트리 스트롱》(영어: Country Strong)은 2010년 공개된 미국의 뮤지컬 드라마 영화이다. 샤나 페스트가 연출과 각본을 맡고, 귀네스 팰트로, 팀 맥그로, 개릿 헤들런드, 레이턴 미스터 등이 출연하였다. 

## 출연
- 귀네스 팰트로
- 팀 맥그로
- 개릿 헤들런드
- 레이턴 미스터
- 제러미 차일즈

## 기타 제작진
- 협력 제작: 조지 플린
- 배역: 리즈 딘, 로라 로즌솔
- 미술: 데이비드 J. 봄바
- 세트: 루비 기데라
- 의상: 스테이시 버탓